# Julianne Zussman
Pour les articles homonymes, voir Zussman.
Pas d'image ? Cliquez ici

a Compétitions nationales et continentales officielles uniquement.

b Matchs officiels uniquement.
Dernière mise à jour le 2 août 2014.
Julianne Rebecca Scott Zussman, née le 23 janvier 1987, est une joueuse canadienne de rugby à XV, occupant le poste de demi d'ouverture en équipe du Canada de rugby à XV féminin.

## Biographie
Elle a étudié à l'Université McGill, au Québec. Elle terminé son premier cycle en Développement international à l'Université McGill avant d'aller en Suisse pour obtenir une Maîtrise en administration sportive .
Elle débute en équipe du Canada de rugby à XV féminin en 2007 contre l'Écosse. Elle joue avec l'équipe nationale de rugby à sept à Amsterdam en 2008.
Elle est retenue pour disputer la Coupe du monde féminine de rugby à XV 2010. Le Canada termine sixième de la compétition.
Elle fait partie du groupe qui dispute la Coupe du monde féminine de rugby à XV 2014 après une tournée dans l'hémisphère Sud (victoire 22-0 face aux Australiennes, deux revers face à la Nouvelle-Zélande 16-8 et 33-21). Elle dispute les trois matchs de poule, l'un titulaire à l'aile et les deux autres comme remplaçante entrée en jeu. Le Canada se qualifie pour les demi-finales après deux victoires et un match nul concédé contre l'Angleterre 13-13.
Le Canada se qualifie pour la finale après avoir battu la France 18-16. C'est la première fois que le Canada parvient à ce stade de la compétition et c'est seulement la quatrième nation à réaliser cette performance.

## Palmarès
(au 02.08.2014)
- sélections en Équipe du Canada de rugby à XV féminin
- participation à la Coupe du monde féminine de rugby à XV 2014